# Сан Мартин де лас Пењас, Сан Мартин де Абахо (Тринидад Гарсија де ла Кадена)
Сан Мартин де лас Пењас, Сан Мартин де Абахо (шп. San Martín de las Peñas, San Martín de Abajo) насеље је у Мексику у савезној држави Закатекас у општини Тринидад Гарсија де ла Кадена. Насеље се налази на надморској висини од 1284 м.

## Становништво
Према подацима из 2010. године у насељу је живело 9 становника.

### Хронологија
| Година       | 2000       | 2005      | 2010 |
| ------------ | ---------- | --------- | ---- |
| Становништво | 15 (6 / 9) | 8 (2 / 6) | 9    |

### Попис
| # | Индикатор                     | Вредност |
| - | ----------------------------- | -------- |
| 1 | Укупно домаћинстава           | 4        |
| 2 | Укупно насељених домаћинстава | 2        |
| 3 | Величина локације             | 1        |